# Eugammon z Kyrény
Eugammon z Kyrény (také Eugamon) byl antický řecký básník archaického období Jeho vrcholné období je datováno do let 567/6 př. n. l. Patří mezi rané řecké epické básníky.
Je mu připisováno epické básnické dílo Télegoneia (řec. Τηλεγόνεια). Podle Klementa z Alexandrie "ukradl báseň legendárnímu básníku Músaiovi", což pravděpodobně znamená, že Eugammon zapsal již dlouho existující epos.
Báseň je epilogem k Homérově Odyssei a je tak posledním článkem cyklu starých eposů o Trojské válce. Byla složená v daktylském hexametru a tvořily jí dvě knihy. Do současnosti se zachovaly pouze dvě originální řádky básně.
V první části líčí další Odysseovy činy. V druhé se objevuje Kirčin a Odysseův syn Telegonus, který hledá v Ithace svého otce. Když se setkají, jeden druhého nepozná a Telegonus Odyssea zabije. Příběh končí smírně, když se Penelopé provdá za Telegona a Telemachos, první Odysseův syn, se ožení s Kirké.